# Ōmuta
Ōmuta (japanska: 大牟田市  ?, Ōmuta-shi) är en stad i Fukuoka prefektur i Japan. Staden fick stadsrättigheter 1917.

## Kommunikationer
Shin-Ōmuta station ligger på Kyūshū Shinkansen-linjen som ger förbindelse med höghastighetståg till Kagoshima och Hakata (Fukuoka).